# Tempel der Artemis Azzanathkona
Der Tempel der Artemis Azzanathkona befindet sich in Dura Europos im Osten des heutigen Syrien. Er ist vor allem wegen eines Militärarchives  der Cohors XX Palmyrenorum bekannt, das sich in einem der Tempelräume fand. Das Archiv besteht aus zahlreichen Papyri und Pergamenten. Es handelt sich um den wichtigsten Fund, der Licht auf die Organisation römischer Militäreinheiten wirft.
Die Tempelanlage wurde 1931–32 ausgegraben. Kleinere Nachuntersuchungen fanden zwischen 2007 und 2010 statt. Der Tempel war schon seit dem Beginn des ersten Jahrhunderts n. Chr. in Betrieb. Die älteste Inschrift im Tempel datiert 13. n. Chr. Eine Inschrift aus dem Jahr 161 n. Chr. bezeugt, dass hier Artemis, die Göttin, die Azzanathkona genannt wird, verehrt wurde. Azzanathkona ist sonst nicht bezeugt. Ihr Name deutet jedoch an, dass sie aus Anath, einer Insel im Euphrat, stammt. Es ist möglich, dass im Tempel auch ihr Gemahl, dessen Name nicht überliefert ist, verehrt wurde. 
Der Tempelbezirk liegt im Norden der Stadt direkt an der Stadtmauer und besteht aus einem Hof, der im Osten einen Eingang hatte, der mit Säulen geschmückt war. Im Westen des Hofes stehen die eigentlichen Tempelgebäude, die mesopotamischen Typen folgen. Das südliche besteht aus einem Vorraum und zwei dahinter liegenden Längsräumen, von denen der hintere nochmals unterteilt ist. Hier stand wohl auch einst ein Kultbild. Der nördliche Tempel besteht aus zwei Längsräumen, wobei wiederum der hintere in zwei Räume unterteilt ist. Hinter diesen beiden Tempelbauten befinden sich weitere Räume, deren Funktion nicht immer gesichert ist. In römischer Zeit wurden diese Räume in das Militärlager einbezogen, das im Norden von Dura Europos eingerichtet wurde. Einer der Räume war mit Graffiti und Zeichnungen bedeckt und es wurde vermutet, dass der Raum von Militärschreibern genutzt wurde. In römischer Zeit wurde auch ein zweiter Eingang in die bestehende Westmauer des Komplexes gebrochen und dazu extra Vorraum gebaut.